# Селезнёв, Владимир Иванович (художник)
Влади́мир Ива́нович Селезнёв (3 августа 1928, Ленинград, СССР — 15 марта 1991, там же) — советский живописец, график, член Ленинградской организации Союза художников РСФСР).

## Биография
Владимир Иванович Селезнёв родился 3 августа 1928 года в Ленинграде. В 1947 году поступил на первый курс живописного факультета Ленинградского института живописи, скульптуры и архитектуры имени И. Репина. Занимался у Михаила Платунова, Ивана Степашкина, Петра Белоусова, Юрия Непринцева.
В 1953 году Селезнёв окончил институт по мастерской профессора Рудольфа Френца с присвоением квалификации художника живописи. Дипломная работа — историческая картина «VI съезд РСДРП». В одном выпуске с Владимиром Селезнёвым институт окончили Валерия Ларина, Николай Галахов, Владимир Андреев, Орест Бетехтин, Леонид Кабачек, Марк Клионский, Николай Ломакин, Константин Молтенинов, Георгий Песис, Пётр Смукрович, Павел Уткин, Соломон Эпштейн и другие известные в будущем ленинградские живописцы.
Владимир Селезнёв участвовал в выставках с 1951 года. Писал исторические и жанровые композиции, пейзажи, портреты, натюрморты. В 1949 был принят в члены Ленинградского Союза художников. Для творчества Селезнёва характерно использование разнообразных приёмов и выразительных средств, выбор которых определялся конкретными задачами, стоящими перед художником. Развитие шло в сторону усиления декоративности и локальности цвета при сохранении конструктивной роли рисунка. В жанре портрета тяготел к углублённой психологической характеристике образа. Среди произведений, созданных Селезнёвым, картины «В Горках» (1951), «Ранняя весна» (1954), «Машинисты» (1960), «Знатные гуртоводы» (1961), «Водолазы Г. М. Алексеенко и Л. Г. Молчанов, ударники коммунистического труда» (1964), «Возвращение» (1967), «Портрет девочки с мишкой», «Портрет художника М. Г. Платунова» (обе 1972), «Накануне. Невский проспект» (1980) и другие.
Скончался 5 марта 1991 года в Ленинграде на 63-м году жизни.
Произведения В. И. Селезнёва находятся в музеях и частных собраниях в России, Франции, Германии, Великобритании, США, Японии и других странах.

## Выставки
- 1951 год (Ленинград): Выставка произведений ленинградских художников.
- 1954 год (Ленинград): Весенняя выставка произведений ленинградских художников.
- 1956 год (Ленинград): Осенняя выставка произведений ленинградских художников.
- 1960 год (Москва): Советская Россия. Республиканская художественная выставка.
- 1961 год (Ленинград): «Выставка произведений ленинградских художников».
- 1964 год (Ленинград): Ленинград. Зональная выставка.
- 1965 год (Москва): Всесоюзная художественная выставка "На страже мира", посвящённая 20-летию Победы советского народа в Великой Отечественной войне.
- 1970 год (Ленинград): Выставка произведений ленинградских художников, посвящённая 25-летию победы над фашистской Германией.
- 1976 год (Ленинград): Портрет современника. Пятая выставка произведений ленинградских художников.
- 1976 год (Москва): Изобразительное искусство Ленинграда.
- 1980 год (Ленинград): Зональная выставка произведений ленинградских художников.